# BIOS-3
BIOS-3 est un système écologique fermé expérimental de l'Institut de biophysique de Krasnoïarsk en Sibérie (Russie). Sa construction a commencé en 1965 au temps de l'Union soviétique et s'est achevée en 1972. Dix expériences de séjour dans un écosystème clos y ont été menées entre 1972 et 1984 avec des équipages comportant de une à trois personnes. Le plus long de ces séjours a eu lieu en 1972-1973 et a duré 180 jours en impliquant trois personnes. Le laboratoire a été réactivé en 1995 pour des expériences menées avec l'Agence spatiale européenne portant sur la culture des plantes et le recyclage des déchets.

## Caractéristiques techniques
BIOS-3 est un ensemble de 4 compartiments d'un volume total de 315 m3 conçu pour être occupé par trois personnes. Un compartiment est destiné aux occupants, deux autres sont utilisés pour la culture de légumes et de céréales. Le quatrième compartiment permettait de renouveler l'atmosphère grâce à une culture d'algues de type Chlorella absorbant le dioxyde de carbone et restituant de l'oxygène par photosynthèse. 8 m2 d'algues exposées à la lumière artificielle fournie par des lampes au xénon d'une puissance de 20 kW suffisent à renouveler l'atmosphère nécessaire pour une personne. L'air est purifié de ses composants organiques les plus complexes en étant chauffé à une température de 600 °C en présence d'un catalyseur. En 1968, le laboratoire a atteint une efficacité globale de 85 %, en ajoutant le recyclage de l'eau. L'urine et les fèces n'étaient pas recyclées, mais desséchées et stockées.